# Pérdida del casco

Número de víctimas mortales en aviones de pasajeros accidentados por año debido a la pérdida de casco (1940-2017).

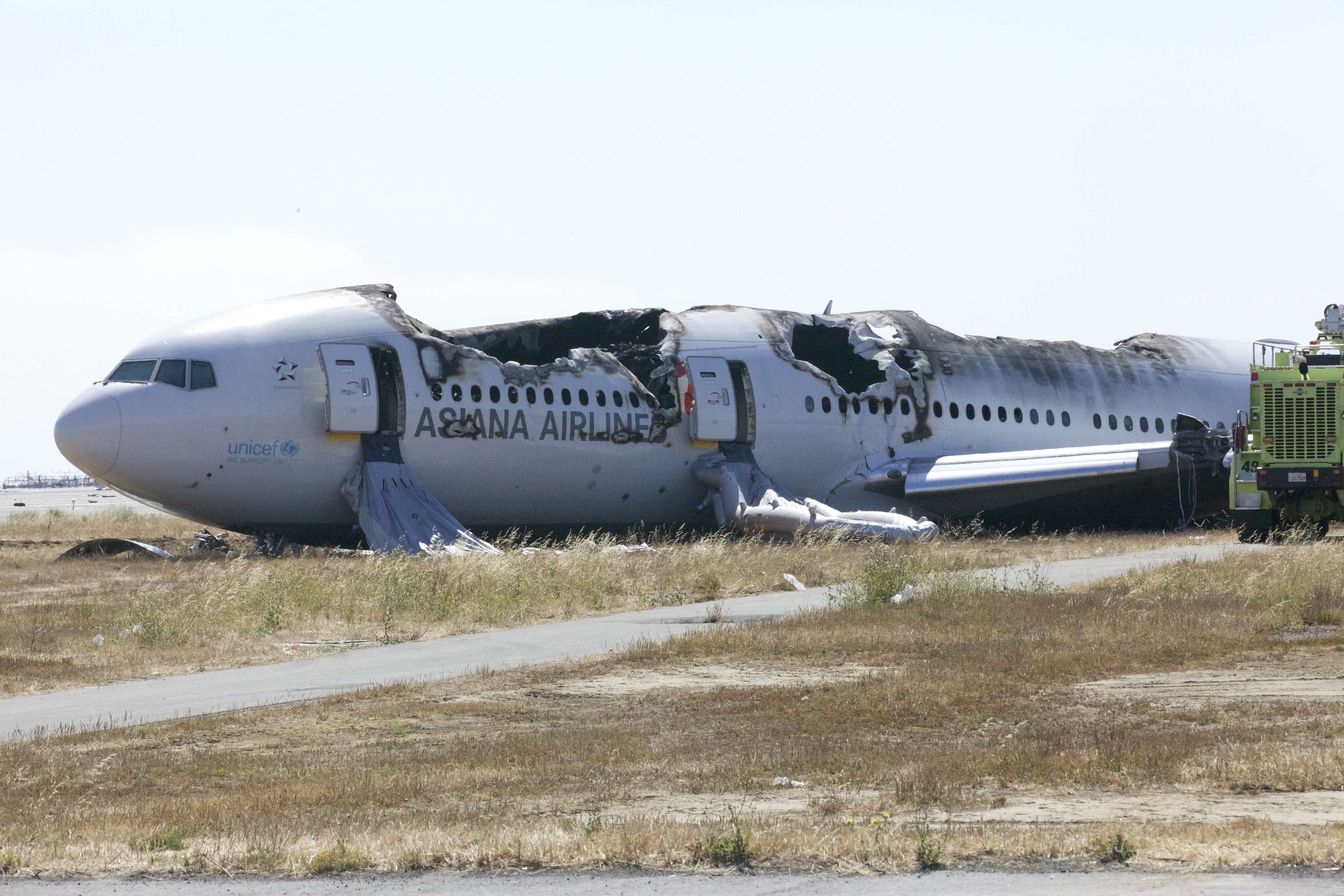
Restos del vuelo 214 de Asiana Airlines, que fue dado de baja tras un accidente por pérdida de casco.

Una pérdida del casco es un accidente de aviación que daña la aeronave sin posibilidad de una reparación, lo que da como resultado su pérdida total. El término también se aplica a situaciones en las que la aeronave no se encuentra, la búsqueda de sus restos está terminada o cuando los restos del avión son completamente inaccesibles.
"Pérdidas del casco por 100.000 salidas de vuelo" ha sido un criterio estadístico usado durante mucho tiempo. De 1959 a 2006, durante casi toda la era de los aviones a reacción, 384 de las 835 pérdidas de casco, o el 46%, no fueron mortales. Las aerolíneas generalmente compran un seguro para cubrir la pérdida del casco cada 12 meses. Antes de los Atentados del 11 de septiembre de 2001 el importe del seguro por la pérdida de casco podría alcanzar $250 millones, pero tras ello las demandas de mayor responsabilidad aumentaron.
La pérdida constructiva del casco produce otros gastos imprevistos e irreparables, tales como gastos de salvamento, costos logísticos de reparación de aeronaves no aptas para aeronavegabilidad dentro de los confines del sitio del incidente, recertificación de la aeronave, etc. Las pólizas de seguro que cubren cualquier activo que esté sujeto a depreciación, por lo general, le pagan al asegurado una fracción del costo de reemplazar la propiedad, lo que significa que podrían convertirse en "pérdidas totales" aunque quede algún valor residual.